# Carabodes pocsi
Carabodes pocsi är en kvalsterart som beskrevs av Sandór Mahunka 1983. Carabodes pocsi ingår i släktet Carabodes och familjen Carabodidae. Inga underarter finns listade.